# Macrojoppa concinna
Macrojoppa concinna là một loài tò vò trong họ Ichneumonidae.